# Nombre de Dios
För andra betydelser, se Nombre de Dios (olika betydelser).

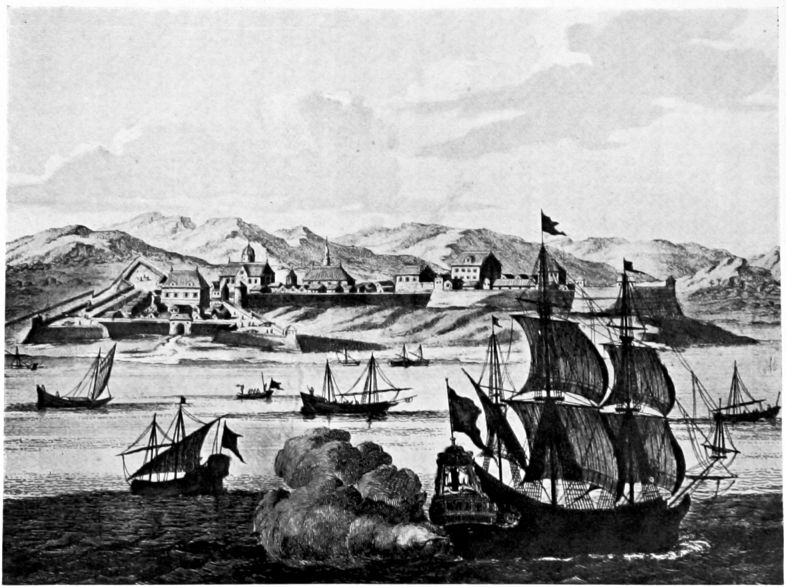
Historisk teckning från 1672.

Nombre de Dios (spanska för Guds namn) är en ort och kommun vid den panamanska Atlantkusten. Folkmängden uppgick till 1 130 invånare vid folkräkningen 2010, på en yta av 143,51 kvadratkilometer. Den var den första europeiska bosättningen på Panamanäset, men platsen var nästan omöjlig att befästa. Därför attackerades den flera gånger av Sir Francis Drake.